# Xã Lima, Quận Cass, Minnesota
Xã Lima (tiếng Anh: Lima Township) là một xã thuộc quận Cass, tiểu bang Minnesota, Hoa Kỳ. Năm 2010, dân số của xã này là 101 người.